# Amphicontus minutus
Amphicontus minutus is een slangster uit de familie Amphiuridae.
De wetenschappelijke naam van de soort werd in 1940 gepubliceerd door Hill.